# Ángelo González
Ángelo González (Antofagasta, Chile, 2 de marzo de 1989), futbolista chileno. Juega en la posición de mediocampista y lateral derecho. Actualmente se encuentra libre.

## Clubes
| Club                 | País  | Año       |
| -------------------- | ----- | --------- |
| Deportes Antofagasta | Chile | 2009-2011 |
| San Marcos de Arica  | Chile | 2012-2013 |
| Deportes Antofagasta | Chile | 2014      |
| Coquimbo Unido       | Chile | 2014      |
| Deportes Antofagasta | Chile | 2015-2016 |
| Deportes Copiapó     | Chile | 2016-2017 |
| Deportes Antofagasta | Chile | 2017      |

## Títulos
| Título    | Club                 | País  | Año  |
| --------- | -------------------- | ----- | ---- |
| Primera B | Deportes Antofagasta | Chile | 2011 |
| Primera B | San Marcos de Arica  | Chile | 2012 |

- Datos: Q6173713